# François Pierre Félix Vonderweidt
François Pierre Félix Vonderweidt, o Von der Weidt (Friburgo, Suiza; 31 de mayo de 1766 - Cartagena, España; 23 de octubre de 1810), fue un general de la Revolución francesa y el Primer Imperio. Era hermano del también general Marie Joseph Simon Alexis Vonderweidt (1771-1802).

## Hoja de servicios
Vonderweidt entró al servicio del ejército francés en 1774, como cadete en la compañía de su padre en el regimiento suizo del Conde de Waldner, ascendiendo a subteniente el 20 de julio de 1781, y a teniente el 26 de octubre de 1788. El 31 de agosto de 1790 participa en el motín de Nancy, para pasar después a asistir a las primeras campañas de la Revolución con el Ejército del Rin. Fue licenciado en este cuerpo el 7 de octubre de 1792, entrando al servicio de la Guardia Nacional de Toul en 1793.
Inspector de las milicias del cantón de Friburgo, fue nombrado chef de brigade (coronel) por el general Guillaume Brune el 6 de marzo de 1798, y encargado de la organización de los batallones de voluntarios de aquel mismo cantón el 15 de enero de 1799. El 28 de marzo de 1799 fue nombrado asistente-general por el gobierno de la República Helvética, combatiendo en las batallas de Frauenfeld el 25 de mayo de 1799, de Winterthur el 27 de mayo, y por último del puerto del Simplón el día 28.
El 26 de octubre de 1801 tomó el mando del 1.er Batallón de Infantería de Línea, reformado el 31 de enero de 1800, y fue promovido a general de brigada a cargo de las tropas helvéticas el 3 de octubre de 1802, si bien el 17 de mayo de 1803 el Primer Cónsul le nombra general de brigada al servicio de Francia. Ganó el reconocimiento de caballero de la Legión de Honor el 11 de diciembre de 1803, y comendador de la orden el 14 de junio de 1804.
El 22 de septiembre de 1805 fue puesto a la cabeza de la 2.ª Brigada de la División de Dragones del general Louis Baraguey d'Hilliers y, desde el 3 de octubre, se unió a la Grande Armée. Participó entonces en la batalla de Ulm entre el 15 y el 20 de octubre de 1805, en la conquista del Tirol, y en las batallas de Jena el 14 de octubre de 1806 y de Eylau el 8 de febrero de 1807. Fue herido el 23 de diciembre de 1806, en la batalla de Soldau. El 14 de febrero de 1807, pasa a la 3.ª División del 7.º Cuerpo de la Grande Armée, junto al que tomó parte en el asedio de Danzig de marzo a mayo de 1807 y en la batalla de Friedland del 14 de junio de 1807.
El 9 de octubre de 1808, es designado para formar parte de la 3.ª División de Infantería del general Jean-Baptiste Cyrus de Valence, en el Ejército de España. Fue galardonado con el título de barón del Imperio el 21 de noviembre de 1808, y hecho prisionero en Cartagena el 5 de abril de 1809, al ser capturado por los españoles mientras escoltaba una columna de prisioneros. Murió a causa de una epidemia en las cárceles de aquella ciudad el 23 de octubre de 1810.

## Dotación
El 21 de noviembre de 1808 fue hecho beneficiario de una renta de 4 000 francos en Westfalia.